# Alzonorbitopsella
Alzonorbitopsella es un género de foraminífero bentónico de la subfamilia Amijellinae, de la familia Hauraniidae, de la superfamilia Pfenderinoidea, del suborden Orbitolinina y del orden Loftusiida. Su especie tipo es Alzonorbitopsella arabia. Su rango cronoestratigráfico abarca el Jurásico medio.

## Discusión
Clasificaciones previas incluían Alzonorbitopsella en la subfamilia Choffatellinae de la familia (Cyclamminidae de la superfamilia Loftusioidea , así como en el suborden Textulariina del orden Textulariida o en el orden Lituolida.

## Clasificación
Alzonorbitopsella incluye a la siguiente especie:
- Alzonorbitopsella arabia †